# 問題提起シリーズ
『問題提起シリーズ』（もんだいていきシリーズ）は、ももち麗子による日本の漫画作品のシリーズ。『デザート』（講談社）にて不定期連載されていた。累計部数は600万部。
身近な問題や社会現象になっている問題を、ときには恋愛を交えながら提起する。
第25回（2001年〈平成13年〉度）講談社漫画賞にノミネートされた。
2001年、このシリーズを原案にしたテレビドラマとして『R-17』がテレビ朝日系列で放映された。
2017年、およそ9年半振りに新作「大人の問題提起シリーズ」が『Kiss』（講談社）にて発表された。

## 作品一覧
いたみ：援助交際（売春）
『デザート』1998年3月号掲載。
小遣い稼ぎ目的でオヤジ相手の援助交際を行っていた主人公。手軽に小遣いを稼げるからと自らの体を売ることを苦にも思っていなかったが、ある時好きな人ができたのをきっかけにその心境が一変する。
ゆがみ：体罰
『ザ フレンド』1997年秋号掲載。
不良がいないという中学に入学したアイコとミホ。だが、その学校では郡司という教師による厳しい身体検査と体罰が行われていた。ある日ミホは、郡司から体罰を受けたのを苦にして、アイコの目の前で自殺してしまう。アイコは郡司を糾弾するため、たった一人で郡司への反抗を開始する。
あした：いじめ
『ザ フレンド』1997年春号掲載。
禁断のくちづけ：同性愛
『ザ フレンド』1996年春号掲載。
ひみつ：レイプ
女子高生のミカは、ある日彼氏とのデートの帰りに複数人の男にレイプされてしまう。田舎でしばらく療養し回復したかに見えたミカだったが、レイプ被害に遭ったことで精神的に大きく傷ついたミカは周囲の目を恐れるようになり、次第に彼氏との仲もぎくしゃくし始める。そんな中、ミカは自分を襲った男達から脅迫を受ける。
ねがい：HIV感染
ある日突然HIVを発症してしまった菜々。症状が出なければ普段通りに過ごせると知った菜々は今まで通りに振る舞おうとしたが、彼女がHIVに感染していることを知った教師やクラスメイト達から偏見の目で見られるようになってしまう。
めまい：薬物依存
キョウは、ダイエットや受験勉強・父親からのプレッシャーなどの要因でストレスを溜めていた。ある日、友人のアヤから「これを飲めば気晴らしができる」とドラッグを勧められたキョウは、誘惑に負けてドラッグを服用してしまう。それを期に、キョウは徐々にドラッグ依存に陥っていく。
うわさ：ストーカー
大学生の文彦と付き合っていた女子高生・まなみは、ある時彼の嫉妬深さに嫌気が差して別れを告げた。だが、文彦はやがてまなみにストーカー行為を行うようになり、まなみは次第に精神的に追い詰められていく。
さけび：いじめ
学校でいじめに遭い、家では母から勉強を強制され、どこにも居場所のない生活を送っていたかおり。だがある日、いじめのターゲットが別の少女に代わったのを機にかおりは豹変。いじめっ子の新たなリーダーとなったかおりは、新たなターゲットとなった少女を積極的にいじめるようになる。
なみだ：セクハラ
『デザート』2001年1月号 - 4月号連載。
テニス部に所属するチカは、顧問の東堂からのセクハラに悩まされていた。ある日耐えきれなくなったチカは、東堂のセクハラを教師達に訴えるも相手にされず、悪者扱いされてしまう。そんな中、ある出来事がきっかけで娘が教師からセクハラを受けていたことを知ったチカの両親は、東堂を告訴しようと立ち上がる。チカもそれに後押しされて、東堂と対決する決意を固める。
とびら：自殺
家にも学校にも居場所を見つけられず、無気力な日々を送っていた女子高生のマナツ。ある日マナツは、リストカット癖のある少女「アスパラ」と出会ったことを機に自殺に興味を持つ。やがてマナツとアスパラは共に自殺に憧れを抱くようになる。
あやまち：売春
であい：出会い系サイト
『デザート』2003年1月号 - 12月号連載。
女子高生のリカは、ある日親友のシュウに誘われて出会い系サイトに登録し、街でパンツ売りによる小遣い稼ぎを行うことになった。罪悪感を覚えないパンツ売りに、次第に夢中になっていったリカ達は、偶然出会った高校生達と共にチームを結成する。しかし、やがて報酬の差に不満を抱いたチームのメンバー達は密かにリカの知らない所でオヤジ狩りを行うようになる。
きずな：家庭崩壊
『デザート』2003年6月号 - 2005年8月号連載。
斑鳩夏波は、家族と共に平穏な日々を送っていた。だがある時、弟が傷害事件の被害者になったのを機に、家族が何者かに脅迫されるようになる。脅迫者の正体を追い始めた夏波は、やがて家族が隠していたある秘密を知ることになる。
こころ：万引き
『デザート』2006年9月号 - 2008年4月号連載。
「友達が欲しい」と思っていた高校生のめぐみは、友達へのプレゼントを手に入れるために、万引きに手を染めてしまった。万引き集団のメンバーである女性・アズとの出会いを機に万引き集団に入っためぐみは、常習的に万引きを行うようになり、次第に万引きを楽しむようになっていった。だがある日、めぐみ達が万引きを繰り返していた店が倒産してしまう。その原因が自分達の万引きだったことを知っためぐみは、万引きを辞めて更生する決意をする。

### 大人の問題提起シリーズ
かわき：パパ活
『Kiss』2017年11月号・12月号掲載。
社会人2年目のマイは後輩のエリカに誘われ「パパ活」を始める。
もがき：婚活沼
『Kiss』2018年3月号・4月号掲載。
22歳から6年間交際していた彼氏の浮気で破局したサクラは合コンに行くが、自分には合わないと感じ、友人のアヤに誘われ、共に「婚活」を始める。
さけび：セクハラ・パワハラ
『Kiss』2018年9月号 - 2019年7月号連載。
大手メーカーに派遣社員として勤務していた山口さつきは、ある日上司の堂林から突然の告白を受ける。しかしそれを皮切りにさつきは堂林からの執拗なセクハラ・パワハラに遭うようになり、遂には精神的に追い詰められ会社を辞めることとなってしまった。やがてさつきは女性支援団体「ウィメンズ・テラス」と出会い、ウィメンズ・テラスの人々の協力を得て堂林と会社を相手取り告訴を起こす。

## 書誌情報
特記がないものは全て講談社〈KCデザート〉より刊行。
- いたみ（1998年7月9日発売、ISBN 978-4-06-341027-3）
  - 『ゆがみ』『あした』『禁断のくちづけ』併録
- ひみつ（1999年5月11日発売、ISBN 978-4-06-341052-5）
  - 『ねがい』併録
- めまい（2000年1月11日発売、ISBN 978-4-06-341072-3）
  - 『僕たちの未来』[注釈 1]併録
- うわさ
  - 『さけび』併録
- なみだ（2001年4月11日発売、ISBN 978-4-06-341123-2）
- とびら（2002年7月10日発売、ISBN 978-4-06-341170-6）
  - 『あやまち』併録
- であい（全2巻）
- きずな（全3巻）
- こころ（全4巻）
- 大人の問題提起シリーズ かわき（2018年6月13日発売、ISBN 978-4-06-511944-0）-〈KCKiss〉より刊行。
  - 『もがき』『のんとマリの愛し方』[注釈 1]併録
- 大人の問題提起シリーズ さけび（全2巻）-〈KCKiss〉より刊行。
  1. 2019年1月11日発売、ISBN 978-4-06-514376-6
  2. 2019年7月12日発売、ISBN 978-4-06-516575-1

### アンソロジー
- デザートベストセレクション（5）思いっきり100P〜長編感動ラブストーリー傑作集〜
  - 『ねがい』収録
- デザートベストセレクション（15）思いっきり100P PART3
  - 『ひみつ』収録
- 10代の女の子の事件簿（2003年10月10日発売、ISBN 978-4-06-365240-6）
  - 『いたみ』収録

## ファンブック
- 問題提起シリーズ オフィシャルファンブック おもい（2006年11月13日発売、ISBN 978-4-06-372222-2）

監修・ももち麗子、デザート編集部。
〈KCデラックス〉より刊行。